# المجلة السنوية لعلوم الأرض والكواكب
المجلة السنوية لعلوم الأرض والكواكب (Annual Review of Earth and Planetary Sciences) هي مجلة علمية سنوية يراجعها الأقران وتنشرها شركة Annual Reviews، وهي تغطي على نطاق واسع كافة علوم الأرض والكواكب، بما في ذلك الجيولوجيا، وعلوم الغلاف الجوي، والمناخ، وفيزياء الأرض، والعلوم البيئية، والمخاطر الجيولوجية، وديناميكية الأرض، وتكوين الكواكب، وأصول النظام الشمسي. المحررون المشاركون هم كاثرين إتش فريمان من جامعة ولاية بنسلفانيا، وريموند جينلوز من جامعة كاليفورنيا، بيركلي. اعتبارًا من عام 2024، منحتها تقارير الاستشهاد بالمجلات عامل تأثير لعام 2023 قدره 11.3. واعتبارًا من عام 2023، يتم نشرها كإصدار مفتوح المصدر، بموجب نموذج لتزويد القراء بالوصول المفتوح لمحتواها.

## التاريخ
نُشرت المجلة السنوية لعلوم الأرض والكواكب لأول مرة في عام 1973 بواسطة دار النشر غير الربحية Annual Reviews. كان هدف اللجنة التحريرية في ذلك الوقت هو إنتاج مقالات مراجعة نقدية تلخص عددا كبيرا من الأبحاث في منتج نهائي يمكن للطلاب والمتخصصين وغير المتخصصين استخدامه. وبدأت في نشر المواد إلكترونيًا في أواخر تسعينيات القرن العشرين،  في عام 2006، أضافت العديد من التغييرات كتبسيط التنسيق، وإدراج التعريفات في الهوامش، والمزيد من الألوان، وتوسيع المواد التكميلية، مثل مقاطع الفيديو، من أجل زيادة إمكانية الوصول عبر الإنترنت.
لقد زاد حجم المجلدات الفردية بمرور الوقت: حيث لوحظ أن المجلدات المنشورة في عام 2000،  و2007،  و2012،  و2013 في وقت النشر كانت أكبر مجلد أنتجته المجلة على الإطلاق من حيث عدد الصفحات أو عدد المقالات. اعتبارًا من عام 2020، تم نشرها مطبوعة وو كذلك إلكترونيًا. بعض مقالاتها متاحة على الإنترنت قبل تاريخ النشر الورقي.

## النطاق والفهرسة
وقد حددت نطاقتها بحيث تشمل التطورات الهامة في مجال علم الكواكب، بما في ذلك علوم الأرض. إضافة إلى ذلك، تشمل التخصصات الفرعية المحددة علم المناخ، وعلوم البيئة، وتاريخ الحياة. يبدأ كل مجلد بفصل تمهيدي للسيرة الذاتية لعالم بارز في هذا المجال. اعتبارًا من عام 2024، كما ذكر سابقا، منحها عامل تأثير قدره 11.3 من قبل تقارير الاستشهادات بالمجلات جعلها في المرتبة الثالثة من بين 253 مجلة في فئة "علوم الأرض، متعددة التخصصات" والسادسة من بين 84 مجلة في فئة "علم الفلك والفيزياء الفلكية". تم تلخيصها وفهرستها في العديد من المنصات العلمية الالكترونية؛ سكوبس، ومؤشر الاقتباس العلمي، وCAB Abstracts، وINSPEC، ومحرك البحث الأكاديمي، وغيرها.

## العمليات التحريرية
تتم إدارة المراجعة السنوية لعلوم الأرض والكواكب من قبل المحرر أو المحررين المشاركين. يتلقى المحرر المساعدة من لجنة التحرير التي تضم محررين مساعدين وأعضاء منتظمين ومحررين ضيوف في بعض الأحيان. يشارك الأعضاء الضيوف بدعوة من المحرر، ويزاولون عملهم لمدة عام واحد. ويتم تعيين جميع الأعضاء الآخرين في لجنة التحرير من قبل مجلس إدارة المراجعات السنوية لمدة خمس سنوات. تقوم اللجنة التحريرية بتحديد المواضيع التي ينبغي تضمينها في كل مجلد وتطلب المراجعات من المؤلفين المؤهلين. إضافة إلى ذلك، فلا يتم قبول المخطوطات غير المطلوبة. ويتم إجراء مراجعة الأقران للمخطوطات المقبولة من قبل لجنة التحرير.

### محررو المجلدات
تشير التواريخ إلى سنوات النشر التي عين فيها شخص ما كمحرر رئيسي أو محرر مشارك لمجلد مجلة. تبدأ عملية التخطيط لمجلد ما قبل نشره بوقت طويل، لذا فإن التعيين في منصب رئيس التحرير كان يحدث عادة قبل العام الأول الموضح هنا. علاوة على ذلك، قد يُنسب إلى المحرر المتقاعد أو المتوفى الفضل في تحرير مجلد ساعد في التخطيط له، حتى لو تم نشره بعد تقاعده أو وفاته.
- فريد أ. دوناث (1973 – 1980)[17]
- جورج ويذريل (1981 – 1996)[18]
- ريموند جينلوز (1997 – 2013)[5]
- جينلوز وكاثرين إتش فريمان (2014 – حتى الآن)[19]

### اللجنة التحريرية الحالية
اعتبارًا من عام 2022، تتكون اللجنة التحريرية من المحررين المشاركين والأعضاء التاليين:
 